# Rejon oziorski
Rejon oziorski (ros. Озёрский район) – jednostka podziału administracyjnego wchodząca w skład rosyjskiego obwodu królewieckiego.
Rejon leży w południowej części obwodu, przy granicy z Polską, a jego ośrodkiem administracyjnym jest miasto Oziorsk.

## Miejscowości rejonu
- Abelino
- Abluczje
- Aljoszkino
- Antonowka
- Bagrationowo
- Belabino
- Bielinskoje
- Bogdanowo
- Borok
- Botkino
- Czernyszewka
- Czistopolie
- Demidowka
- Donskoje
- Dubrawa
- Dubrowka
- Filippowka
- Gawriłowo
- Jabłonówka
- Judino
- Kadymka
- Kamariczi
- Karamyszewo
- Karpowka
- Klimowka
- Kołchoznoje
- Kolcowo
- Konjewo
- Konstantinowka
- Krasnojarskoje
- Krasnyj Bór
- Kruglowka
- Kruszinino
- Kuźmino
- Kutuzowo
- Ljesniczje
- Lipki
- Lwowskoje
- Łużki
- Małaja Dubrowka
- Małoje Putjatino
- Malćjewo
- Miedwiediewka
- Mjeżdujiesie
- Mjeżdurjecie
- Mińskoje
- Moszenskoje
- Nagornoje
- Niekrasowo
- Nikołajewka
- Niłowo
- Nowo-Guriewskoje
- Nowosławianskoje
- Nowostrojewo
- Ogorodnoe
- Oljehowo
- Opoczjenskoje
- Opuszki
- Osipenko
- Otradnoje
- Pawłowo
- Pieski
- Pławni
- Pogranicznoje
- Porjecie
- Porchowskoje
- Prasłowo
- Prudnoe
- Pskowskoje
- Pskowskoje
- Reznikowo
- Reczkałowo
- Rossoszanka
- Rubinowka
- Ruczejki
- Riazanskoje
- Sadowoje
- Sadowoje
- Sjebieżskoje
- Sławkino
- Smirnowo
- Solnecznoje
- Stołbowoje
- Suworowka
- Szyłowo
- Szyszkowo
- Szmatówka
- Szuwałowo
- Tichomirowka
- Uljanowskoje
- Uszakowo
- Waldajskoje
- Wasilijewka
- Wojnoje
- Zadorożje
- Zamostje
- Zaozernoje
- Zapolje
- Zwjerjewo
- Żygulewo
- Żuczkowo